# 20029 Dorner
20029 Dorner este o planetă minoră (asteroid) din centura de asteroizi. A fost descoperită pe 2 martie 1992 la Observatorul La Silla de Uppsala–ESO Survey of Asteroids and Comets⁠(d). 
Obiectul prezintă o orbită caracterizată de o semiaxă mare de 2,9317151 UAi, o excentricitate de 0,07, o înclinație de 1,72911 ° în raport cu ecliptica.